# Gonçalo Coelho
Gonçalo Coelho (1451 ou 1454 — 1512) foi um navegador e explorador português. Comandou as duas primeiras expedições exploratórias das terras descobertas que cabiam ao Reino de Portugal pelo Tratado de Tordesilhas, em 1501-02 e 1503-04, as duas acompanhado de Américo Vespúcio. Estudou em Pisa.
Foi pai de Duarte Coelho, primeiro capitão-donatário da Capitania de Pernambuco.

## Biografia
Cabral ainda não havia retornado da Índia; João da Nova acabara de zarpar em 10 de março; Gaspar Corte Real estava programado para ir novamente à América do Norte e partiu em 20 de maio; Vasco da Gama se preparava para retornar à Índia na Esquadra da Vingança, partindo em 15 de fevereiro de 1501; e, embora o Rei ainda não o soubesse, Bartolomeu Dias já estava morto, naufragado do Oceano Índico.
Aparentemente uma cópia de uma importante carta de Vespúcio ao seu patrão Lorenzo de Médici chegou ao conhecimento de D. Manuel. A carta, datada de 18 de julho de 1500, narra minuciosamente a viagem feita sob o comando de Alonso de Ojeda em 1499 mas omite seu nome, e nela Vespúcio se auto-intitula capitão. Em janeiro de 1501, D. Manuel envia o florentino Giuliano del Giocondo, funcionário graduado de Bartolomeu Marchionni contratar Vespúcio.
Assim, no dia 10 de maio de 1501 a frota de três caravelas zarpou de Lisboa em direção às Canárias, seguindo depois para a baía de Bezeguiche (hoje Dakar).
Lá, a frota deparou com o navio de Diogo Dias, irmão de Bartolomeu Dias, que, um ano antes, se desgarrara da armada de Cabral, fora parar na Etiópia e agora estava retornando para Portugal com apenas seis homens a bordo. No dia seguinte, por uma extraordinária coincidência, também chegavam àquele mesmo porto africano, vindos de Calicute, dois navios da esquadra de Cabral. Durante 13 dias, as tripulações desses navios portugueses permaneceram em Bezeguiche, no Senegal. Os homens de Cabral e Diogo Dias descansavam das fadigas do mar enquanto os de Gonçalo Coelho abasteciam os navios de água e lenha para a viagem ao Brasil. Ao longo de duas semanas os capitães puderam trocar muita informação.
Primeira Viagem 
Foi o historiador Capistrano de Abreu (1853-1927) o primeiro a perceber as extraordinárias repercussões do encontro entre Vespúcio e a frota de Cabral em Bezeguiche. Em 1900, em seu admirável livro O Descobrimento do Brasil pelos Portugueses, Capistrano dedicou um capítulo inteiro a esse encontro e suas consequências. De acordo com o historiador cearense, foi graças às informações obtidas em Bezeguiche que Vespúcio pode concluir que as novas terras descobertas por Colombo não eram a Ásia, mas sim parte de um continente. Foi por isso que, ao retornar à Europa, Américo Vespúcio lançara a tese de que estivera em um "novo mundo".
A viagem foi difícil, com muitas tempestades em alto-mar, e a frota avistou terra depois de 67 dias no mar, quando os mantimentos já começavam a escassear. Vespúcio afirma ter ancorado a 5 graus de latitude Sul, altura da foz do rio Mossoró, atual divisa entre Rio Grande do Norte e Ceará. No entanto,  Max Justo Guedes defende a tese de que Vespúcio teria ancorado na praia de Areias Alvas, 150 km ao sul. "Os argumentos de Justo Guedes, navegador experiente, são sólidos e respeitáveis. Vários outros historiadores, no entanto, acham que o desembarque de Vespúcio se deu mesmo na praia dos Marcos. O principal defensor dessa tese é Moacir Soares Pereira, autor de A Navegação de 1501 ao Brasil e Américo Vespúcio.
Ao desembarcar nessa praia de ondas fortes e areia fofa, os portugueses não viram ninguém. Mas, na manhã seguinte, enquanto os marinheiros enchiam os tonéis de água fresca, colhiam palmitos e cortavam lenha, um grupo de indígenas surgiu no alto de um pequeno morro, próximo à praia. Embora os marujos lhe oferecessem guizos e espelhos, os nativos se recusaram a fazer qualquer contato - exatamente como haviam feito os Potiguar encontrados por Pinzón. No dia 19 de agosto, dois marinheiros obtiveram permissão para descer à terra, penetrar na mata e negociar com os nativos. Gonçalo Coelho se comprometeu a aguardá-los por cinco dias. Seis dias se passaram e nenhum dos homens retornou aos navios. Então, na manhã de 24 de agosto - quando a frota já se encontrava ancorada há uma semana - a praia se encheu de mulheres. Gonçalo Coelho enviou à terra dois batéis com alguns homens a bordo. Um grumete desembarcou e logo foi cercado pelas nativas, que "o apalpavam e o examinavam com grande curiosidade". Quando ele estava no meio delas, uma mulher desceu do monte com um tacape nas mãos, aproximou-se do jovem marinheiro e, pelas costas, lhe desferiu um golpe na nuca. "Então", diz Vespúcio, "as outras mulheres imediatamente o arrastaram pelos pés para o monte, ao mesmo tempo em que os homens, que estavam escondidos, se precipitavam para a praia armados de arcos, crivando-nos de setas, pondo em tal confusão a nossa gente, que estava com os batéis encalhados na areia, que ninguém acertava lançar mão das armas, devido às flechas que choviam sobre os barcos. Disparamos quatro tiros de bombarda, que não acertaram, mas cujo estrondo os fez fugir para o monte, onde já estavam as mulheres despedaçando o cristão e, enquanto o assavam numa grande fogueira, mostravam-nos seus membros decepados, devorando-os, enquanto os homens faziam sinais, dando a entender que tinham morto e devorado os outros dois cristãos."
Gonçalo Coelho proibiu que revidassem os ataques e zarpou em direção ao sul, avistando o cabo de Santo Agostinho em 28 de agosto, e chagando em 4 de outubro à foz de um grande rio, que batizou rio São Francisco. Depois recolheu os dois degredados deixados por Cabral em Porto Seguro, juntamente com toras de pau-brasil. Já em janeiro de 1502 julgando estar na foz de um rio, batizou a baía da Guanabara de Rio de Janeiro. Seguiram para o sul até Cananéia, onde abandoaram o enigmático Bacharel de Cananéia. Percebendo que a costa se inclinava para sudoeste e talvez temendo estarem já em possessóes espanholas de acordo com o Tratado de Tordesilhas, se afastaram dela, seguindo a partir daí uma rota desconhecida até chegarem a Serra Leoa. Aportaram em Lisboa em 22 de julho de 1502, depois de 14 meses, e sem notícias de ouro ou especiarias nem nada de aproveitável, a não ser o pau-brasil".

## Segunda Viagem
Em 1503, a serviço da Coroa portuguesa, que firmou contrato com um grupo de comerciantes desde um ano antes, realizou expedição ao litoral brasileiro. Pouco se sabia em Portugal da cartografia da costa norte brasileira e surgira assim a necessidade de ser despachada para a nova terra uma expedição exploradora que reconhecesse principalmente a parte situada aquém da linha divisória de Tordesilhas, por isso pertencente à coroa portuguesa. As melhores fontes atribuem o comando dessa expedição a Coelho, nauta experiente que trouxe, embarcado, o florentino Amerigo Vespucci, já conhecedor de terras americanas pois navegara com Alonso de Ojeda em viagem castelhana em 1499.
Os comerciantes que financiaram a expedição, dentre eles Fernão de Noronha, conseguiram arrendar as terras brasileiras por um período de três anos para exploração do pau-brasil. Em troca, os arrendatários se comprometiam a construir feitorias e pagar, à Coroa, parte do lucro obtido. O arrendamento foi renovado mais duas vezes, em 1505 e em 1513. 
Como conseqüência do contrato e da expedição de Gonçalo Coelho, o rei D. Manuel I doou, em 1504, a Fernão de Noronha, a primeira capitania hereditária no litoral brasileiro: a ilha de São João da Quaresma, atual Fernando de Noronha, uma capitania do mar. Uma revisao histórica, anunciada pelo almirante Max Justo Guedes na "Conferencia dos 500 anos" de Angra dos Reis, promovida pela prefeitura em 2002, trouxe à luz a oficialidade sobre o nome do verdadeiro descobridor da Ilha Grande: o navegante Gonçalo Coelho. Antes deste tratado o navegante André Goncalves foi por muitos anos considerado o descobridor da Ilha Grande. Esta revisão foi feita com base na fonte: "Tratado Descritivo do Brasil", de Gabriel Soares de Souza.